# Juju (software)
Juju (antes Ensemble) es una herramienta de gestión de orquestación de servicios desarrollada por Canonical. Es un proyecto de software libre liberado bajo la licencia pública general de Affero (AGPL).
Juju se concentra en la noción del servicio, abstrayendo la noción de la máquina o el servidor, y define las relaciones entre aquellos servicios que son actualizados automáticamente cuando dos servicios relacionados observan una modificación notable. Esto permite subir o bajar escaladamente los servicios fácilmente a través de la llamada de un simple comando. Por ejemplo, un servicio web denominado Charm tiene una relación establecida con un equilibrador de carga puede subirse horizontalmente con una simple orden de "añadir unidad" sin tener que preocuparse de volver a configurar el equilibrador de carga para declarar las nuevas instancias: las relaciones basadas en eventos del Charm se encargará de eso.
Los Charms de Juju pueden ser escritos en cualquier lenguaje ejecutable.

## Charm Store
Charm Store, el almacén de descargas de Juju fue lanzado el 3 de abril de 2012. La Charm Store prueba regularmente las descargas para notificar a los autores cuando hay algo que no funciona correctamente además de asegurar que los usuarios de Juju tienen acceso a las últimas versiones de los programas.